# Ribeirão do Belém
O ribeirão do Belém é um curso de água que nasce no município brasileiro de Marliéria, no interior do estado de Minas Gerais, e deságua em sua divisa com Timóteo. Sua nascente se encontra no interior do Parque Estadual do Rio Doce (PERD), percorrendo cerca de 25 quilômetros até sua foz no rio Doce.
Sua sub-bacia, portadora de diversas nascentes, conta com cerca de 190 km² e é a maior dentre as que compõem o território de Timóteo. Boa parte de suas margens (entre as fozes do ribeirão do Belém e do córrego Celeste) delimita a divisa entre os municípios de Marliéria e Timóteo e se encontra protegida pelas matas do PERD. Banha o distrito de Cava Grande, em Marliéria.